# Octuroplata walkeri
Octuroplata walkeri is een keversoort uit de familie bladkevers (Chrysomelidae). De wetenschappelijke naam van de soort werd in 1865 gepubliceerd door Joseph Sugar Baly.